# 878
| 878                |
| ------------------ |
| Dødsfald - Fødsler |
| • Begivenheder     |

| Gregoriansk kalender | 878 DCCCLXXVIII         |
| Ab urbe condita      | 1631                    |
| Armensk kalender     | 327 ԹՎ ՅԻԷ              |
| Kinesiske kalender   | 3574 – 3575 丁酉 – 戊戌 |
| Etiopisk kalender    | 870 – 871               |
| Jødisk kalender      | 4638 – 4639             |
| Hindukalendere       |                         |
| - Vikram Samvat      | 933 – 934               |
| - Shaka Samvat       | 800 – 801               |
| - Kali Yuga          | 3979 – 3980             |
| Iransk kalender      | 256 – 257               |
| Islamisk kalender    | 264 – 265               |

Se også 878 (tal)

## Begivenheder
- Alfred Den Store besejrede Danskerne ved Ethandun